# ケンとメリー 雨あがりの夜空に
『ケンとメリー 雨あがりの夜空に』（ケンとメリー あめあがりのよぞらに）は、2013年11月9日に公開された日本映画。上映時間87分。監督は深作健太。RCサクセションの名曲「雨あがりの夜空に」に乗せて贈るロードムービー。

## ストーリー
中年サラリーマンの片倉健は、愛娘の縁の結婚を止めるためマレーシアのクアラルンプールへと向かうが、乗り込んだ飛行機が嵐によってマレーシア僻地に緊急着陸してしまう。

## 出演者
- 片倉健：竹中直人
- モウリス・マー（メリー） ：フー・ビン
- 縁：北乃きい

## スタッフ
- 監督：深作健太
- 脚本：楠野一郎
- エグゼクティブプロデューサー：中沢敏明、千野毅彦
- プロデューサー：厨子健介、谷澤伸幸
- 配給：セディックインターナショナル、電通